# Спінь
Спінь, Спіні (рум. Spini) — село у повіті Хунедоара в Румунії. Входить до складу комуни Турдаш.
Село розташоване на відстані 282 км на північний захід від Бухареста, 14 км на схід від Деви, 112 км на південь від Клуж-Напоки, 144 км на схід від Тімішоари.

## Населення
За даними перепису населення 2002 року у селі проживали 240 осіб.
Національний склад населення села:
| Національність | Кількість осіб | Відсоток |
| -------------- | -------------- | -------- |
| румуни         | 183            | 76,3%    |
| цигани         | 50             | 20,8%    |
| угорці         | 7              | 2,9%     |

Рідною мовою назвали:
| Мова      | Кількість осіб | Відсоток |
| --------- | -------------- | -------- |
| румунська | 185            | 77,1%    |
| циганська | 50             | 20,8%    |
| угорська  | 5              | 2,1%     |